# Napinacz pasa bezpieczeństwa
Napinacz pasa bezpieczeństwa – element systemu bezpieczeństwa biernego w samochodzie. W czasie wypadku ma za zadanie napiąć pas bezpieczeństwa tak, aby jak najszybciej ściśle związać ciało człowieka z konstrukcją pojazdu.
Podczas zderzenia czołowego ciało kierowcy lub pasażera (mimo że są zapięci pasami) pod wpływem siły bezwładności przesuwa się do przodu. Następuje wtedy uderzenie ciała o taśmę pasa; na obrażenia narażone są żebra, kość miedniczna, przepona brzuszna.
Nienapięte pasy bezpieczeństwa pozostawiają pewną swobodę ciału człowieka, co jest zjawiskiem niepożądanym podczas wypadku, ponieważ ciało może poruszać się bezwładnie w obrębie luzu, jaki dają pasy, a następnie uderzać w nie z dużą siłą, powodując obrażenia ciała lub nadwerężając konstrukcję pasa.

## Działanie
W momencie zderzenia rolą napinacza jest napięcie taśmy pasa. Napięcie to następuje w wyniku działania sprężyny (napinacz mechaniczny) lub wybuchu niewielkiego ładunku pirotechnicznego (napinacz pirotechniczny). Zapięcie pasa jest wówczas odciągane do tyłu i tym samym dociskana do fotela siedząca na nim osoba.
Przykładowe rozwiązania:
- napinacz kulkowy – wybuch ładunku pirotechnicznego wprawia w ruch kulki, które przemieszczając się poruszają koło zębate, to zaś połączone jest odpowiednio ze zwijaczem pasa[2].
- napinacz tłokowy  – na skutek wybuchu ładunku w cylindrze tłok się przesuwa i pociąga umocowaną do siebie stalową linkę, która następnie uruchamia zwijacz pasa[2].

## Elementy
- czujnik sterujący
- sprężyna napinająca (napinacz mechaniczny) lub generator gazu (napinacz pirotechniczny)
- mechanizm napinający pas[3]

## Ogranicznik napięcia
Aby siła docisku nie była zbyt duża, stosuje się dodatkowe urządzenie zwane ogranicznikiem napięcia pasa bezpieczeństwa. Jest to mechanizm w postaci blaszki stalowej, która rozrywa się, gdy nacisk pasa na ciało ludzkie jest za duży (pierwsze takie rozwiązanie zastosował francuski koncern samochodowy Renault).